# Pevec
Pévec (tudi vokalist) je oseba, ki glasbeno ustvarja z glasom, lahko solistično, s spremljavo drugih glasbenih instrumentov ali v zboru.